# Cheilosia tibetica
Cheilosia tibetica är en tvåvingeart som beskrevs av Barkalov och Peck 1994. Cheilosia tibetica ingår i släktet örtblomflugor, och familjen blomflugor. Inga underarter finns listade i Catalogue of Life.